# ميدلاند الشرقية
تعد ميدلاند الشرقية إحدى المناطق التسع الرسمية في إنجلترا حيث تتألف من ديربيشاير وليسترشير ولينكولنشاير (باستثناء شمال وشمال لينكولنشاير الشمالية) ونورثامبتونشير ونوتنغهامشير وروتلاند. تبلغ مساحة المنطقة حوالي 15,627 كيلومتر مربع (6,034 ميل مربع) ، ويبلغ عدد سكانها 4.5 مليون نسمة حسب تقديرات عام 2011. هناك ستة مراكز حضرية رئيسية، ديربي وليستر ولينكولن ومانسفيلد ونورثهامبتون ونوتنغهام. 